# Cauza Nicaragua contra Statele Unite ale Americii

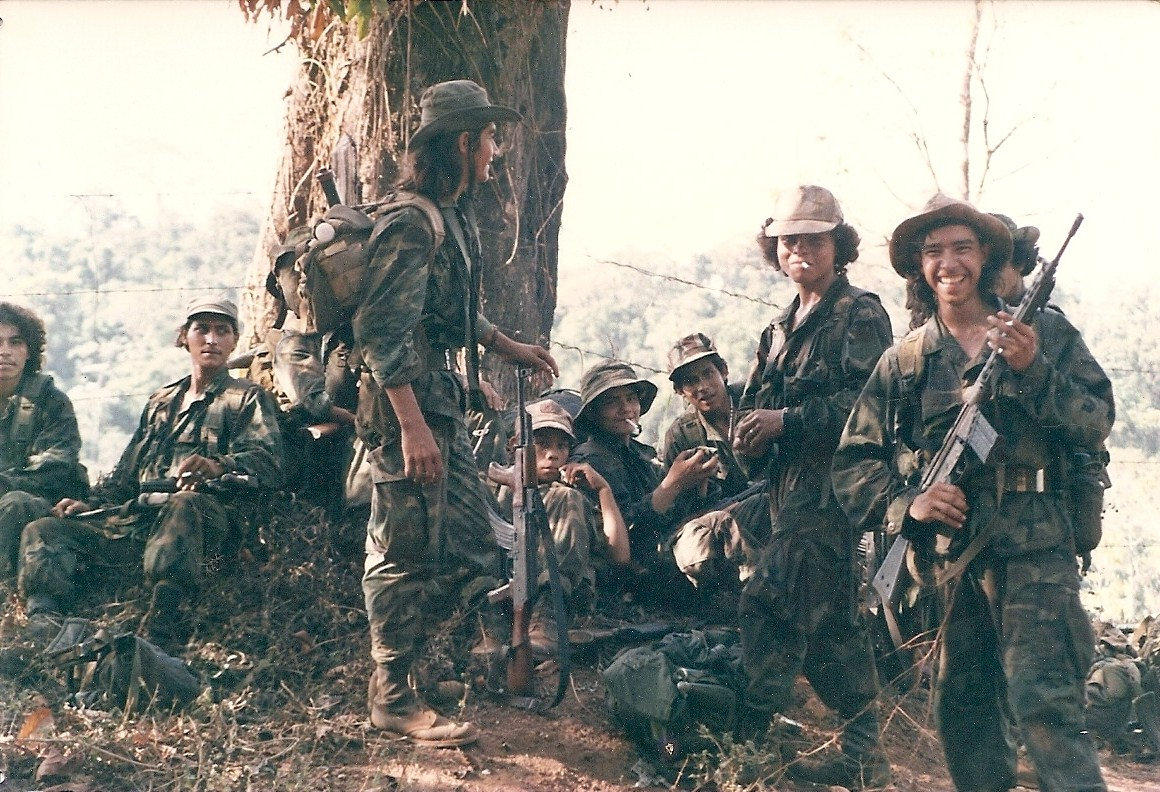
Gherile Contras, pentru a căror susținere în timpul Revoluției Sandiniste Statele Unite au fost pârâte în fața Curții Internaționale de Justiție.

Cauza Republica Nicaragua contra Statele Unite ale Americii a fost o cauză în cadrul căreia Curtea Internațională de Justiție a statuat că Statele Unite ale Americii au încălcat legea internațională prin susținerea de către acestea a gherilelor Contras în cadrul rebeliunii lor împotriva Frontului Sandinist de Eliberare Națională și prin minarea principalelor porturi ale țării. Cauza a fost deci câștigată de Republica Nicaragua, căreia Statele Unite au fost obligate să-i plătească daune morale. 
În total, curtea a votat asupra a 15 decizii separate. La final, Curtea a statuat că Statele Unite au încălcat dreptul internațional cutumiar prin folosirea de forță împotriva unui alt stat, prin intervenția în afacerile sale interne, violarea suveranității Nicaraguei, întreruperea comerțului maritim pașnic, și prin încălcarea Tratatului de la Managua de la 21 ianuarie 1956. În Decizia nr. 9 Curtea a statuat că Statele Unite au încurajat violarea drepturilor omului de către Contras prin tratatul Operațiuni psihologice în războiul de gherilă, însă a mai stipulat că aceste acte nu sunt imputabile însăși Statelor Unite.
Printre alte contraargumente, Statele Unite au invocat securitatea colectivă, declarând cererile de ajutor venite din partea Costa Ricăi și Hondurasului. Cu toate acestea, Curtea a respins asemenea argumente, pe de o parte deoarece aceste cereri au fost emise abia după ce Statele Unite deja își începuseră operațiunile, iar pe urmă deoarece, pentru a putea invoca apărarea colectivă, mai întâi este necesară apariția necesității de autoapărare, iar niciuna dintre țările vecine Nicaraguei nu s-au declarat în pericol anterior începerii acțiunilor americane.